# Acide cromoglicique
L'acide cromoglicique (ainsi que sa base conjuguée et ses sels, les cromoglicates), ou acide cromoglycolique, est une substance chimique, utilisée en médecine comme antiallergique pour lutter contre les allergies. Elle agit en évitant la dégranulation et la libération de médiateurs par les mastocytes, autrement dit en empêchant la libération de l'histamine, agent qui provoque l'allergie.
Il est surtout utilisé en usage externe, dans les préparations ophtalmiques. De nombreuses spécialités sont commercialisées notamment Opticron (Laboratoires Cooper/coopération pharmaceutique française), Intall et Opticrom, Lomudal, et est commercialisé également sous forme de médicament générique par de nombreux laboratoires. Il est à noter qu'il existe sous forme de collyre (Cromabak) sans conservateur (système sans reprise d'air) diffusé par les laboratoires Théa.

## Histoire
Le cromoglicate a été découvert en 1965 par Roger Altounyan (en). Souffrant d'asthme, Altounyan étudiait certaines plantes ayant des propriétés  bronchodilatatrices. L'une de ces plantes était Visnaga daucoides, utilisée comme relaxant musculaire depuis l'Antiquité en Égypte. Altounyan a pris le risque d'inhaler des dérivés de l'ingrédient actif, la khelline (en), pour déterminer s'ils pouvaient bloquer ses crises d'asthme. Après plusieurs années d'essais, il isola un composé efficace et sûr, le cromoglicate disodique, qui fut commercialisé en 1969 par la compagnie britannique Fisons (en) pour le traitement des allergies et de l'asthme allergique ou de l'effort.